# أمبير برادلي
أمبير برادلي (بالإنجليزية: Amber Bradley)‏ هي مجدفة أسترالية، ولدت في 19 مايو 1980 في Wickham, Western Australia ‏ في أستراليا.

## وصلات خارجية
- أمبير برادلي على موقع الاتحاد الدولي للتجديف (الإنجليزية)
- أمبير برادلي على موقع اللجنة الأولمبية الدولية (الإنجليزية)
- أمبير برادلي على موقع أوليمبيديا (الإنجليزية)
- أمبير برادلي على موقع اللجنة الأولمبية الأسترالية (الإنجليزية)